# Příznak znaménka
Příznak znaménka (zkracováno někdy SF z anglického sign flag, někdy N z anglického negative) je jeden z bitů registru příznaků některých procesorů. Je nastavován tehdy, když je výsledkem matematické operace záporné číslo, což je v široce používané reprezentaci pomocí dvojkového doplňku tehdy, má-li výsledek operace nastaven nejvýznamnější bit (plnící funkci znaménkového bitu).
Příznak může být nastavován početními operacemi, logickými operacemi i instrukcí porovnání.
Na základě nastavení příznaku znaménka se mohou realizovat podmíněné skoky, například procesory z rodiny x86 mají přímo instrukce:
JS
skočí, je-li nastaven příznak znaménka
JNS
skočí, není-li nastaven příznak znaménka
Kromě toho je samozřejmě příznak znaménka brán v úvahu i při vyhodnocování srovnání čísel se znaménkem, například instrukcí
JL
skočí, je-li příznak znaménka různý od příznaku přetečení.
Podobně na procesorech z rodiny ARM jsou možné podmíněné instrukce s podmínkami:
MI
(minus) proveď instrukci, je-li nastaven příznak znaménka
PL
(plus) proveď instrukci, není-li nastaven příznak znaménka
a jiné podmíněné znaménkovým porovnáním čísel.